# Giải đua ô tô Công thức 1 Nhật Bản 2024
Giải đua ô tô Công thức 1 Nhật Bản 2024 (tên chính thức là Formula 1 MSC Cruises Japanese Grand Prix 2024) là một chặng đua Công thức 1 được tổ chức vào ngày 7 tháng 4 năm 2024 tại Trường đua quốc tế Suzuka ở Suzuka, Nhật Bản. Chặng đua này là chặng đua thứ tư của Giải đua xe Công thức 1 2024.

## Bối cảnh
Giải đua ô tô Công thức 1 Nhật Bản được tổ chức vào cuối tuần từ ngày 5 đến ngày 7 tháng 4 tại Trường đua quốc tế Suzuka ở Suzuka lần thứ 34 trong lịch sử trường đua. Chặng đua này là chặng đua thứ 4 của Giải đua xe Công thức 1 2024 và là Giải đua ô tô Công thức 1 Nhật Bản thứ 49.

### Bảng xếp hạng các tay đua và đội đua trước chặng đua
Sau Giải đua ô tô Công thức 1 Úc, Max Verstappen dẫn đầu bảng xếp hạng các tay đua với 51 điểm trước Charles Leclerc (47 điểm) với khoảng cách 4 điểm và người đứng thứ ba Sergio Pérez (46 điểm) với khoảng cách 5 điểm. Red Bull Racing dẫn đầu bảng xếp hạng các đội đua với 97 điểm, cách Ferrari (93 điểm) 4 điểm và cách McLaren (55 điểm) 42 điểm.

### Danh sách các tay đua và đội đua
Danh sách các tay đua và đội đua cho chặng đua này không có thay đổi nào so với danh sách các tay đua và đội đua tham gia mùa giải. Ayumu Iwasa ra mắt Công thức 1 cho RB khi thay thế Daniel Ricciardo trong buổi đua thử đầu tiên.

### Lựa chọn hợp chất lốp
Nhà cung cấp lốp xe Pirelli mang đến các hợp chất lốp C1, C2 và C3 (ba hợp chất lốp cứng nhất trong số các hợp chất lốp), lần lượt được tiêu chuẩn hóa là cứng (hard), trung bình (medium) và mềm (soft) để các đội sử dụng trong suốt sự kiện này.

## Tường thuật

### Buổi đua thử
Ba buổi đua thử được tổ chức tại Giải đua ô tô Công thức 1 Nhật Bản 2024. Buổi đua thử đầu tiên được tổ chức vào ngày 5 tháng 4 năm 2024 lúc 11:30 giờ địa phương (UTC+9). Max Verstappen của Red Bull Racing đứng đầu buổi đua thử này trước đồng đội Sergio Pérez và Carlos Sainz Jr. của Ferrari với thời gian nhanh nhất là 1:30,356 phút. Bên cạnh đó, buổi đua thử này đã bị gián đoạn trong một thời gian ngắn sau khi Logan Sargeant của Williams mất lái và tông vào tường rào chắn khiến mũi xe bị gãy. Vào thời điểm đó, Sargeant đang sử dụng chiếc xe đua đã được sửa chữa của Alexander Albon và chiếc xe đua dự phòng không có sẵn cho đến Giải đua ô tô Công thức 1 Miami. Việc kiểm nhiệm chiếc xe đua của Sargeant được thực hiện trước buổi đua thử thứ hai.
Buổi đua thử thứ hai được tổ chức vào lúc 15:00 giờ địa phương (UTC+9) cùng ngày. Oscar Piastri của McLaren đứng đầu buổi đua thử này trước Lewis Hamilton của Mercedes và Charles Leclerc của Ferrari với thời gian nhanh nhất là 1:34,725 phút. Điều kiện ẩm ướt đã khiến hầu hết các tay đua không thể lập thời gian vòng đua hoàn chỉnh và chỉ có năm tay đua lập được thời gian vòng đua có tính cạnh tranh.
Buổi đua thử thứ ba và cuối cùng được tổ chức vào ngày 6 tháng 4 năm 2023 lúc 11:30 giờ địa phương (UTC+9). Verstappen của Red Bull Racing đứng đầu buổi đua thử này trước đồng đội Pérez và George Russell của Mercedes với thời gian nhanh nhất là 1:29,563 phút.

### Vòng phân hạng
Vòng phân hạng được tổ chức vào ngày 6 tháng 4 năm 2024 lúc 15:00 giờ địa phương (UTC+9) và bao gồm ba phần với thời gian là 45 phút. Các tay đua có 18 phút ở phần đầu tiên (Q1) để tiếp tục tham gia phần thứ hai (Q2) của vòng phân hạng. Tất cả các tay đua đạt được thời gian trong phần đầu tiên với thời gian tối đa 107% thời gian nhanh nhất được phép tham gia cuộc đua. 15 tay đua dẫn đầu phần này lọt vào phần tiếp theo. Sau khi Q1 kết thúc, Max Verstappen của Red Bull Racing đứng đầu với thời gian nhanh nhất là 1:28,866 phút trong khi Lance Stroll của Aston Martin, Pierre Gasly của Alpine, Kevin Magnussen của Haas, Logan Sargeant của Williams và Chu Quán Vũ của Kick Sauber bị loại.
Phần thứ hai (Q2) kéo dài 15 phút và mười tay đua nhanh nhất của phần này đi tiếp vào phần thứ ba (Q3) và cuối cùng của vòng phân hạng. Sau khi Q2 kết thúc, Verstappen của Red Bull Racing đứng đầu với thời gian nhanh nhất là 1:28,740 phút trong khi Daniel Ricciardo của RB, Nico Hülkenberg của Haas, Valtteri Bottas của Kick Sauber, Alexander Albon của Williams và Esteban Ocon của Alpine bị loại.
Phần thứ ba (Q3) và cuối cùng kéo dài mười hai phút, trong đó mười vị trí xuất phát đầu tiên được xác định sẵn cho cuộc đua. Với thời gian nhanh nhất là 1:28,197 phút, Max Verstappen giành vị trí pole trước đồng đội của mình tại Red Bull Racing là Sergio Pérez và Lando Norris của McLaren.

### Cuộc đua
Cuộc đua được tổ chức vào ngày 7 tháng 4 năm 2024 lúc 14:00 giờ địa phương (UTC+9) và bao gồm 58 vòng đua.
Max Verstappen của Red Bull Racing đã dẫn đầu cuộc đua từ vị trí pole. Tại góc cua đầu tiên, Daniel Ricciardo và Alexander Albon đã va chạm với nhau khiến cuộc đua bị gián đoạn hơn 20 phút. Trong giai đoạn đó, các thanh chắn lốp phải được sửa chữa. Sau khi bị gián đoạn, cuộc đua bắt đầu trở lại với xuất phát đứng ở vòng đua thứ 3. Verstappen sau đó vẫn không bị thách thức tại vị trí dẫn đầu và đổi lốp ở vòng đua thứ 16. Tại vòng đua thứ 12, Chu Quán Vũ của Kick Sauber phải bỏ cuộc do hộp số gặp vấn đề. Charles Leclerc của Ferrari dẫn đầu cuộc đua ngay sau đó một cách hiệu quả, nhưng Verstappen, người có lợi thế đáng kể vì bộ lốp mới hơn, đã thu hẹp khoảng cách tới Leclerc. Tại vòng đua thứ 20, Verstappen đã giành lại vị trí dẫn đầu. Vào thời điểm đó, Leclerc đang thực hiện chiến lược một lần đổi lốp với hợp chất lốp trung bình của mình và đổi sang hợp chất lốp cứng vào cuối vòng đua thứ 26. Chiến lược một lần đổi lốp của Leclerc tỏ ra hiệu quả trong khi cặp tay đua Mercedes, Lewis Hamilton và George Russell, những tay đua đã chuyển sang hợp chất lốp cứng khi cuộc đua bị gián đoạn, đang phải vật lộn với tình trạng lốp mòn. Russell đẩy Oscar Piastri khỏi đường đua. Một khoảng thời gian sau đó, cờ vàng được phất lên ngắn ngủi khi Logan Sargeant dừng lại trên đường đua, nhưng Sargeant đã có thể lùi lại và tiếp tục đua. Khi cuộc đua bước vào những vòng đua cuối cùng, Carlos Sainz Jr. đã vượt qua đồng đội Leclerc để giành vị trí cuối cùng trên bục trao giải.
Verstappen chiến thắng cuộc đua trước Sergio Pérez và Carlos Sainz Jr. Các tay đua còn lại ghi điểm trong cuộc đua là Charles Leclerc, Lando Norris, Fernando Alonso, George Russell, Oscar Piastri, Lewis Hamilton và Tsunoda Yuki. Bên cạnh đó, Tsunoda là tay đua người Nhật Bản đầu tiên ghi điểm tại chặng đua quê nhà kể từ Kobayashi Kamui tại chặng đua năm 2012.

## Kết quả

### Vòng phân hạng
| Vị trí                   | Số xe | Tay đua          | Đội đua                      | Q1       | Q2       | Q3       | Vị trí xuất phát |
| ------------------------ | ----- | ---------------- | ---------------------------- | -------- | -------- | -------- | ---------------- |
| 1                        | 1     | Max Verstappen   | Red Bull Racing-Honda RBPT   | 1:28,866 | 1:28,740 | 1:28,197 | 1                |
| 2                        | 11    | Sergio Pérez     | Red Bull Racing-Honda RBPT   | 1:29,303 | 1:28,752 | 1:28,263 | 2                |
| 3                        | 4     | Lando Norris     | McLaren-Mercedes             | 1:29,536 | 1:28,940 | 1:28,489 | 3                |
| 4                        | 55    | Carlos Sainz Jr. | Ferrari                      | 1:29,513 | 1:29,099 | 1:28,682 | 4                |
| 5                        | 14    | Fernando Alonso  | Aston Martin Aramco-Mercedes | 1:29,254 | 1:29,082 | 1:28,686 | 5                |
| 6                        | 81    | Oscar Piastri    | McLaren-Mercedes             | 1:29,425 | 1:29,148 | 1:28,760 | 6                |
| 7                        | 44    | Lewis Hamilton   | Mercedes                     | 1:29,661 | 1:28,887 | 1:28,766 | 7                |
| 8                        | 16    | Charles Leclerc  | Ferrari                      | 1:29,338 | 1:29,196 | 1:28,786 | 8                |
| 9                        | 63    | George Russell   | Mercedes                     | 1:29,799 | 1:29,140 | 1:29,008 | 9                |
| 10                       | 22    | Tsunoda Yuki     | RB-Honda RBPT                | 1:29,775 | 1:29,417 | 1:29,413 | 10               |
| 11                       | 3     | Daniel Ricciardo | RB-Honda RBPT                | 1:29,727 | 1:29,472 | –        | 11               |
| 12                       | 27    | Nico Hülkenberg  | Haas-Ferrari                 | 1:29,821 | 1:29,494 | –        | 12               |
| 13                       | 77    | Valtteri Bottas  | Kick Sauber-Ferrari          | 1:29,602 | 1:29,593 | –        | 13               |
| 14                       | 23    | Alexander Albon  | Williams-Mercedes            | 1:29,963 | 1:29,714 | –        | 14               |
| 15                       | 31    | Esteban Ocon     | Alpine-Renault               | 1:29,811 | 1:29,816 | –        | 15               |
| 16                       | 18    | Lance Stroll     | Aston Martin Aramco-Mercedes | 1:30,024 | –        | –        | 16               |
| 17                       | 10    | Pierre Gasly     | Alpine-Renault               | 1:30,119 | –        | –        | 17               |
| 18                       | 20    | Kevin Magnussen  | Haas-Ferrari                 | 1:30,131 | –        | –        | 18               |
| 19                       | 2     | Logan Sargeant   | Williams-Mercedes            | 1:30,139 | –        | –        | 19               |
| 20                       | 24    | Chu Quán Vũ      | Kick Sauber-Ferrari          | 1:30,143 | –        | –        | 20               |
| Thời gian 107%: 1:35,087 |       |                  |                              |          |          |          |                  |

### Cuộc đua
| Vị trí                                                                                             | Số xe | Tay đua          | Đội đua                      | Số vòng | Thời gian/ Bỏ cuộc | Vị trí xuất phát | Số điểm |
| -------------------------------------------------------------------------------------------------- | ----- | ---------------- | ---------------------------- | ------- | ------------------ | ---------------- | ------- |
| 1                                                                                                  | 1     | Max Verstappen   | Red Bull Racing-Honda RBPT   | 53      | 1:54:23,566        | 1                | 261     |
| 2                                                                                                  | 11    | Sergio Pérez     | Red Bull Racing-Honda RBPT   | 53      | + 12,535           | 2                | 18      |
| 3                                                                                                  | 55    | Carlos Sainz Jr. | Ferrari                      | 53      | + 20,866           | 4                | 15      |
| 4                                                                                                  | 16    | Charles Leclerc  | Ferrari                      | 53      | + 26,522           | 8                | 12      |
| 5                                                                                                  | 4     | Lando Norris     | McLaren-Mercedes             | 53      | + 29,700           | 3                | 10      |
| 6                                                                                                  | 14    | Fernando Alonso  | Aston Martin Aramco-Mercedes | 53      | + 44,272           | 5                | 8       |
| 7                                                                                                  | 63    | George Russell   | Mercedes                     | 53      | + 45,951           | 9                | 6       |
| 8                                                                                                  | 81    | Oscar Piastri    | McLaren-Mercedes             | 53      | + 47,525           | 6                | 4       |
| 9                                                                                                  | 44    | Lewis Hamilton   | Mercedes                     | 53      | + 48,626           | 7                | 2       |
| 10                                                                                                 | 22    | Tsunoda Yuki     | RB-Honda RBPT                | 52      | + 1 vòng           | 10               | 1       |
| 11                                                                                                 | 27    | Nico Hülkenberg  | Haas-Ferrari                 | 52      | + 1 vòng           | 12               |         |
| 12                                                                                                 | 18    | Lance Stroll     | Aston Martin Aramco-Mercedes | 52      | + 1 vòng           | 16               |         |
| 13                                                                                                 | 20    | Kevin Magnussen  | Haas-Ferrari                 | 52      | + 1 vòng           | 18               |         |
| 14                                                                                                 | 77    | Valtteri Bottas  | Kick Sauber-Ferrari          | 52      | + 1 vòng           | 13               |         |
| 15                                                                                                 | 31    | Esteban Ocon     | Alpine-Renault               | 52      | + 1 vòng           | 15               |         |
| 16                                                                                                 | 10    | Pierre Gasly     | Alpine-Renault               | 52      | + 1 vòng           | 17               |         |
| 17                                                                                                 | 2     | Logan Sargeant   | Williams-Mercedes            | 52      | + 1 vòng           | 19               |         |
| Bỏ cuộc                                                                                            | 24    | Chu Quán Vũ      | Kick Sauber-Ferrari          | 12      | Động cơ            | 20               |         |
| Bỏ cuộc                                                                                            | 3     | Daniel Ricciardo | RB-Honda RBPT                | 0       | Va chạm            | 11               |         |
| Bỏ cuộc                                                                                            | 23    | Alexander Albon  | Williams-Mercedes            | 0       | Va chạm            | 14               |         |
| Vòng đua nhanh nhất: Max Verstappen (Red Bull Racing-Honda RBPT) - 1:33,706 phút (vòng đua thứ 50) |       |                  |                              |         |                    |                  |         |
| Tay đua xuất sắc nhất cuộc đua: Charles Leclerc (Ferrari), 23,8% số phiếu bầu                      |       |                  |                              |         |                    |                  |         |

Chú thích
- ^1  – Bao gồm một điểm cho vòng đua nhanh nhất.[17]

## Bảng xếp hạng sau chặng đua

### Bảng xếp hạng các tay đua
| Vị trí | Tay đua          | Đội đua                      | Số điểm | Thay đổi vị trí |
| ------ | ---------------- | ---------------------------- | ------- | --------------- |
| 1      | Max Verstappen   | Red Bull Racing-Honda RBPT   | 77      | +/-0            |
| 2      | Sergio Pérez     | Red Bull Racing-Honda RBPT   | 64      | 1               |
| 3      | Charles Leclerc  | Ferrari                      | 59      | 1               |
| 4      | Carlos Sainz Jr. | Ferrari                      | 55      | +/-0            |
| 5      | Lando Norris     | McLaren-Mercedes             | 37      | 1               |
| 6      | Oscar Piastri    | McLaren-Mercedes             | 32      | 1               |
| 7      | George Russell   | Mercedes                     | 24      | +/-0            |
| 8      | Fernando Alonso  | Aston Martin Aramco-Mercedes | 24      | +/-0            |
| 9      | Lewis Hamilton   | Mercedes                     | 10      | 1               |
| 10     | Lance Stroll     | Aston Martin Aramco-Mercedes | 9       | 1               |

- Lưu ý: Chỉ có mười vị trí đứng đầu được liệt kê trên bảng xếp hạng này.

### Bảng xếp hạng các đội đua
| Vị trí | Đội đua                      | Số điểm | Thay đổi vị trí |
| ------ | ---------------------------- | ------- | --------------- |
| 1      | Red Bull Racing-Honda RBPT   | 141     | +/-0            |
| 2      | Ferrari                      | 120     | +/-0            |
| 3      | McLaren-Mercedes             | 69      | +/-0            |
| 4      | Mercedes                     | 34      | +/-0            |
| 5      | Aston Martin Aramco-Mercedes | 33      | +/-0            |
| 6      | RB-Honda RBPT                | 7       | +/-0            |
| 7      | Haas-Ferrari                 | 4       | +/-0            |
| 8      | Williams-Mercedes            | 0       | +/-0            |
| 9      | Kick Sauber-Ferrari          | 0       | +/-0            |
| 10     | Alpine-Renault               | 0       | +/-0            |